# ジャスト フィーリング
『ジャスト フィーリング』は歌手、金井夕子の第二作目となるシングル楽曲である。

## 楽曲概要
- 前作デビュー曲「パステル ラヴ」に続き尾崎亜美作詞・作曲によるナンバーである。
- ヒットを狙っていたが前作以上のヒットとはならずオリコン最高位20位、総売り上げ10万枚にも満たなかった[1]。
- アルバム『Feeling Lady』に収録された「Just feeling」ではアレンジが異なって収録された。

## 楽曲内容
| 全作詞・作曲: 尾崎亜美、全編曲: 船山基紀。 |                           |          |            |      |
| #                                          | タイトル                  | 作詞     | 作曲・編曲 | 時間 |
| 1.                                         | 「ジャスト フィーリング」 | 尾崎亜美 | 尾崎亜美   | 2:55 |
| 2.                                         | 「揺れるさざ波」          | 尾崎亜美 | 尾崎亜美   | 2:47 |
| 合計時間:                                  | 合計時間:                 | 5:42     |            |      |

### レコーディング・スタッフ
- レコーディングディレクター：渡辺有三
- ミキサー：黒田勝也
- アート・ディレクター：岩田昭弘

## タイアップ
- 資生堂1978年秋冬キャンペーン コマーシャルソング[2]